# 태평양 연안 산맥

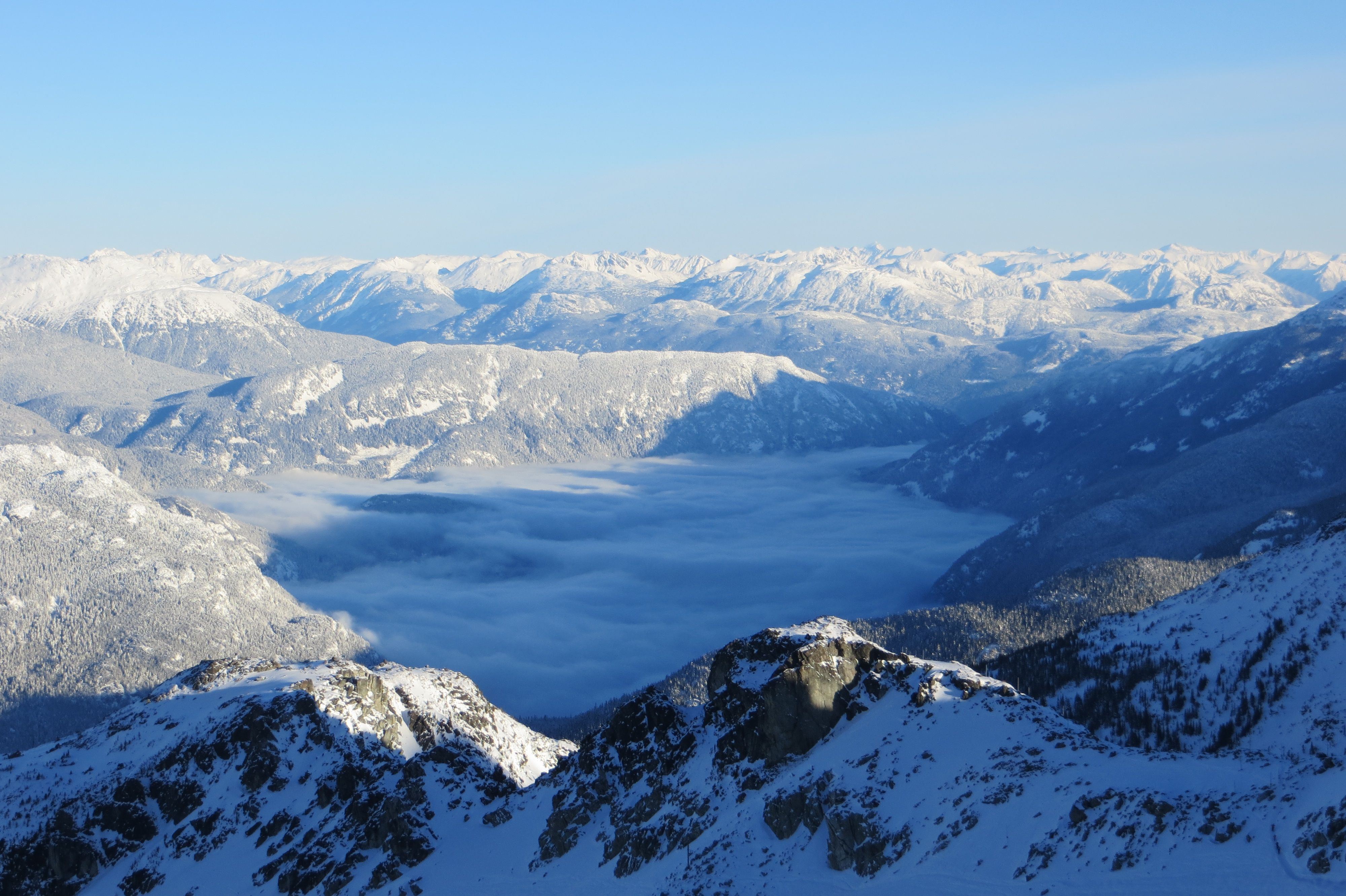
캐나다의 태평양 연안 산맥 일부

태평양 연안 산맥(영어: Pacific Coast Ranges)은 북아메리카의 서해안에 접해 알래스카주 남쪽에서 멕시코 북중부까지 이어지는 연속적인 산맥이다. 미국에서는 공식적 으로 퍼시픽 마운틴 시스템(Pacific Mountain System)으로 표현되기도 한다.